# Сильвія Заґурська
Сильвія Заґурська (пол. Sylwia Zagórska; нар. 2 травня 1989) — колишня польська тенісистка.
Найвищу одиночну позицію світового рейтингу — 460 місце досягла 17 червня 2013, парну — 400 місце — 7 липня 2008 року.
Здобула 1 одиночний та 9 парних титулів туру ITF.
Завершила кар'єру 2014 року.

## Фінали ITF

### Одиночний розряд: 3 (1–2)
| Легенда          |
| ---------------- |
| Турніри $100,000 |
| Турніри $80,000  |
| Турніри $60,000  |
| Турніри $25,000  |
| Турніри $10,000  |

| Фінали за покриттям |
| ------------------- |
| Тверде (0–2)        |
| Ґрунт (1–0)         |
| Трава (0–0)         |
| Килим (0–0)         |

| Результат | W–L | Дата     | Турнір                   | Рівень | Покриття | Суперниця         | Рахунок       |
| --------- | --- | -------- | ------------------------ | ------ | -------- | ----------------- | ------------- |
| Перемога  | 1–0 | Лис 2007 | ITF Майорка, Іспанія     | 10,000 | Ґрунт    | Дьяна Енаке       | 6–1, 7–6(2)   |
| Поразка   | 1–1 | Жов 2012 | ITF Мітилена, Греція     | 10,000 | Тверде   | Деспойна Воґасарі | 1–6, 6–2, 4–6 |
| Поразка   | 1–2 | Чер 2013 | ITF Шарм-еш-Шейх, Єгипет | 10,000 | Тверде   | Ліза-Марія Мозер  | 2–6, 4–6      |

### Парний розряд: 21 (9–12)
| Результат | W–L  | Дата     | Турнір                       | Рівень | Покриття | Партнерка          | Суперниці                                  | Рахунок          |
| --------- | ---- | -------- | ---------------------------- | ------ | -------- | ------------------ | ------------------------------------------ | ---------------- |
| Поразка   | 0–1  | Сер 2007 | ITF Коксейде, Бельгія        | 10,000 | Ґрунт    | Ольга Брозда       | Емілі Баке Саманта Шеффель                 | 1–6, 1–6         |
| Поразка   | 0–2  | Вер 2007 | ITF Кендзежин-Козьле, Польща | 10,000 | Ґрунт    | Ольга Брозда       | Міхаела Похабова Патріція Верешова         | 2–6, 4–6         |
| Перемога  | 1–2  | Вер 2007 | ITF Льєйда, Іспанія          | 10,000 | Ґрунт    | Меделіна Гожня     | Катаріна Феррейра Шейла Сольсона-Каркасона | 7–6(8), 6–1      |
| Поразка   | 1–3  | Вер 2007 | ITF Салоніки, Греція         | 10,000 | Ґрунт    | Ольга Брозда       | Ніколе Клеріко Анна Куманту                | 6–4, 4–6, [9–11] |
| Перемога  | 2–3  | Жов 2007 | ITF Ешпіню, Португалія       | 10,000 | Ґрунт    | Романа Табак       | Людмила Нікоян Inna Sokolova               | 3–6, 6–1, [10–4] |
| Перемога  | 3–3  | Лис 2007 | ITF Майорка, Іспанія         | 10,000 | Ґрунт    | Марина Мельникова  | Юлія Глушко Шарлен Ваннест                 | 6–4, 6–4         |
| Перемога  | 4–3  | Вер 2008 | ITF Санданський, Болгарія    | 10,000 | Ґрунт    | Лаура Йоана Пар    | Елена Богдан Альона Сотникова              | 6–3, 6–1         |
| Поразка   | 4–4  | Жов 2009 | ITF Анталія, Туреччина       | 10,000 | Ґрунт    | Барбара Собашкевич | Кікі Бертенс Марселла Кук                  | 4–6, 6–0, [4–10] |
| Поразка   | 4–5  | Лис 2009 | ITF El Menzah, Туніс         | 10,000 | Тверде   | Барбара Собашкевич | Елісе Тамаела Нікол Тіссен                 | 4–6, 1–6         |
| Перемога  | 5–5  | Чер 2010 | ITF Ленцергайде, Швейцарія   | 10,000 | Ґрунт    | Ольга Брозда       | Мартіна Качіотті Ніколе Клеріко            | 4–6, 6–1, [10–5] |
| Перемога  | 6–5  | Кві 2011 | ITF Анталія, Туреччина       | 10,000 | Ґрунт    | Laura Ioana Paar   | Марта Сироткіна Марія Жаркова              | 6–1, 7–6(0)      |
| Поразка   | 6–6  | Чер 2011 | ITF Кантаньєде, Португалія   | 10,000 | Килим    | Natalia Siedliska  | Деніелл Міллс Kayla Rizzolo                | 5–7, 1–6         |
| Поразка   | 6–7  | Чер 2011 | ITF Енсхеде, Нідерланди      | 10,000 | Килим    | Natalia Siedliska  | Anna-Maria Levers Catrin Levers            | 1–6, 6–7(4)      |
| Перемога  | 7–7  | Вер 2011 | ITF Porto Rafti, Греція      | 10,000 | Тверде   | Natalia Siedliska  | Veronika Domagała Наталія Колат            | 6–4, 6–0         |
| Поразка   | 7–8  | Вер 2011 | ITF Афіни, Греція            | 10,000 | Ґрунт    | Natalia Siedliska  | Ванда Лукач Крістіна Шаховец               | 3–6, 2–6         |
| Поразка   | 7–9  | Кві 2012 | ITF Вісбаден, Німеччина      | 10,000 | Ґрунт    | Alexandra Romanova | Лаура Зігемунд Кейтлін Горіскі             | 0–6, 0–6         |
| Перемога  | 8–9  | Тра 2012 | ITF Ізмір, Туреччина         | 10,000 | Тверде   | Natalia Siedliska  | Надя Абдала Яна Сізікова                   | 6–4, 6–3         |
| Поразка   | 8–10 | Сер 2012 | ITF Ратінген, Німеччина      | 10,000 | Ґрунт    | Кім Грайдек        | Екатеріне Горгодзе Софія Квацабая          | 3–6, 4–6         |
| Поразка   | 8–11 | Сер 2012 | ITF Брауншвейг, Німеччина    | 10,000 | Ґрунт    | Кім Грайдек        | Ясмина Кайтазович Анна Смоліна             | 1–6, 3–6         |
| Перемога  | 9–11 | Бер 2013 | ITF Шарм-еш-Шейх, Єгипет     | 10,000 | Тверде   | Кім Грайдек        | Beatriz Morales Hernández Andjela Novčić   | 6–2, 6–1         |
| Поразка   | 9–12 | Чер 2013 | ITF Шарм-еш-Шейх, Єгипет     | 10,000 | Тверде   | Alina Mikheeva     | Лідія Морозова Кіра Шрофф                  | 4–6, 2–6         |